# Salvatierra (Rennes)
Pour l’article homonyme, voir Salvatierra.
La résidence Salvatierra est un immeuble collectif passif et bioclimatique situé dans le quartier de Beauregard, au nord-ouest de Rennes, construit en 2001.
Avec 43 logements, c’est le plus grand projet du programme européen CEPHEUS (Cost Efficient Passive House as European Standards). Il a aussi bénéficié d’aide du programme THERMIE, de l’agence de l'environnement et de la maîtrise de l'énergie, et de la ville de Rennes. Le bâtiment fut conçu avec et commercialisé par le promoteur rennais, Coop de Construction, ce qui permit d'associer de futurs habitants au projet.

## Histoire

### Genèse du projet
En 1995, Dominique Boullier, adjoint au maire de Rennes, s'engage lors d'un colloque sur « l'Habitat sain » à ce que des actions significatives soient menées par la ville. En juillet 1996, un partenariat est mis en place entre plusieurs acteurs, dont la ville de Rennes, l'ADEME, Énergie-Cités, l'INSA de Rennes, un bureau d'études et l'architecte Jean-Yves Barrier et la Coop de Construction. Le projet doit permettre d'obtenir des subventions européennes et pour est de candidater au programme européen THERMIE, qui a pour but d'accompagner les collectivités dans l'innovation énergétique,.
Un projet commun, CEPHEUS, est déposé par cinq pays Européens pour développer 250 logements passifs. Ce projet compte démontrer la faisabilité technique d'un logement économe en énergie à prix raisonnable, avec comme objectif de ne pas dépasser les 42 kWh/m2 d'énergie totale par an, dont maximum 15 kWh/m2 d'énergie primaire pour le chauffage. Ces seuils correspondent à une diminution de 75 % par rapport à un logement standard des années 1980,,,. En France, ce projet d'habitat collectif passif était le premier à viser ces objectifs (des équipements publics comme un lycée dans la région Nord Pas de Calais étaient les seules réalisations significatives à cette époque).

### Conception
Le financement du projet Salvatierra nécessitait l'aide de la commission européenne, ce qui permit de convaincre la municipalité à majorité socialiste de la validité du projet et d'obtenir une réduction notable du prix du foncier. Ainsi, les prix de sortie des logements devenaient acceptables pour les coopérateurs même s'ils restaient plus élevés que les prix du marché. 

Le projet reposait sur une ossature en bauge, mode de construction typique du pays rennais. Mais il fallut trouver une entreprise prête à produire de grands blocs de bauge pour un bâtiment de 5 étages. La conception associait aussi du chanvre pour l'isolation et du bois, qui fut étendu sur le pignon de l'immeuble dans le cours du projet. Le choix d'un triple vitrage à l'argon permit d'assurer une isolation performante et d'associer ainsi des techniques traditionnelles à cette haute technologie, disponible seulement en Allemagne. Les coursives arrière devaient devenir un jardin suspendu mais furent réduites au fur et à mesure du projet pour des raisons budgétaires. Un appartement était équipé de capteurs permettant de mesurer les performances du bâtiment, mesures prises en charge par l'INSA de Rennes. L'inauguration eut lieu en 2001 après la fin du mandat de D. Boullier.

### Résultats
Des relevés ont été réalisés lors de la deuxième année de chauffe, entre 2002 et 2003, et ont montré une consommation de 41,2 kWh/m2 d'énergie primaire et 107,9 kWh/m2 .an d'énergie totale, bien au-delà des objectifs espérés avant la construction. Un audit réalisé par le PassivHaus Institut note que l'isolation est insuffisante pour atteindre les objectifs initiaux. L'inertie thermique a été trop mise en avant aux dépens de l'isolation, aussi bien thermique qu'acoustique, et de la lutte contre les déperditions de chaleur. Le bâtiment reste cependant moins couteux en énergie qu'un bâtiment traditionnel équivalent.